# 军训 (中华民国)
中華民國的軍訓，現在亦稱「全民國防教育」，是中華民國正規學校教育制度中的軍事教育及訓練課程，在中等教育及本科教育（包括一般校院及技職校院）階段實施，主要由軍訓教官授課。

## 歷史

### 大陸時期
中華民國軍訓教育的發展可以追溯自1912年中華民國成立，教育總長蔡元培以德國教育為藍本，對高級中學以上學生實施積極性的「軍事教育」。經教育部門相關部會決議通過後，該實施辦法送至北洋政府教育部實施。1928年，大學院（改制後的教育部）於南京召開第一次全國教育會議，會中決議，專科以上學校加授軍事學科，每週至少3次，以兩年為限。翌年高中以上學校學生，一律必修軍事術科，女生另應學習看護。
抗戰勝利後，中國共產黨以學校為其鬥爭的另一戰場，而大專院校更為其組織發展的重要目標；鼓動學潮，煽動各大中學校進行罷課、示威、遊行、暴動等活動。國民政府為求政治安定，採妥協與包容態度，甚至通令全國停止實施。

### 台灣時期
中華民國在政府播遷來臺後，於1952年恢復軍訓教育。但當時的軍訓教育並非教育部負責，而是由救國團負責，各級學校均採軍訓編組，各校校長兼學校大隊大隊長，訓導主任兼大（中）隊副大（中）隊長，另在大專院校設總教官、主任教官及教官，中等學校則設有軍訓教官輔助之。以精神、生活、體能、戰鬥、技能五大訓練作為學生軍訓的實施主軸。
1958年7月，正值八二三砲戰前夕，臺海對峙情勢昇高，教育部擬訂《大專學生暑期集訓辦法》，並於1959年6月2日頒布實施。辦法中規定，大專學生均應參加為期12週的暑訓，臺中的成功嶺營區則成為主要的受訓基地。直到1999年1月，成功嶺上最後一批大專集訓學生送走後，實施40年的大專集訓班成為絶響。
1960年，為使學生軍訓回歸正式教育體制，乃於7月1日將學生軍訓教育業務移歸教育部主管，並設學生軍訓處為任務編組單位。
2000年陳水扁政府執政後，軍訓教官功能及軍訓制度在體制及性質上有了重大改變。2006學年度，軍訓課程改名「國防通識」課程，2009學年度再度更名為「全民國防教育」課程。